# Augusto Jäggli
Augusto Jäggli (* 21. Januar 1911 in Locarno; † 1. August 1999 in Massagno) war ein Schweizer Architekt.    

## Ausbildung
Jäggli erwarb sein 1933 Architekturdiplom an der ETH Zürich bei O. R. Salvisberg. Bereits 1932 hatte er zwar am Wettbewerb für die öffentliche Badeanstalt in Bellinzona teilgenommen und den dritten Preis erhalten, weil er aber im Tessin keine Arbeit fand, ging er nach Rom zu Marcello Piacentini und wurde dort mit einer Architekturauffassung konfrontiert, die ihn ebenso wie die des –1933 in Berlin geschlossenen – Bauhauses und seines Lehrers Salvisberg beeinflusste. 1935 liess er sich mit seinem eigenen Büro in Bellinzona nieder.

## Berufsbiografie
Jäggli erhielt ab den späten 1930er Jahren eine Reihe grösserer öffentlicher Aufträge im Krankenhaus- und Schulhausbau, für das Radio und Fernsehen, sowie repräsentative Gewerbebauten für private Auftraggeber, darunter ein Hotel und ein Bankgebäude. Dabei ist am auffälligsten und als sein Hauptwerk vielleicht die Società bancaria Ticinese zu bezeichnen, ein Bankgebäude in der Altstadt von Bellinzona, der sich mit seiner Stahl-/Glasarchitektur, dem abgesetzten Dach und dem tief eingeschnittenen Eingang «würdig» in die Reihe der historisch gewachsenen Häuser stellt.
Jäggli wird, mit Rino Tami und Alberto Camenzind, als einer der Vorreiter der Tessiner Architektur der fünfziger und sechziger Jahre gewürdigt.

## Werke (Auswahl)
- Ospedale neuropsichiatrico, Nebengebäude, Mendrisio 1937
- Ospedale San Giovanni, Bellinzona, 1940
- Nuove scuole comunali, Giubiasco, 1951
- Hotel Excelsior, Lugano, 1959
- Sede della Società bancaria Ticinese, Bellinzona, 1960
- Radio della Svizzera Italiana, Lugano, 1964 (mit Rino Tami und Alberto Camenzind)
- Gefängnis «La Stampa», Lugano, 1965
- Società impresari costruttori, Sitz der Bauunternehmer, Bellinzona, 1966
- Scuole consortili, Genossenschaftsschulen, Gerra Piano, 1967
- Centro invalidi, Behinderteneinrichtung, Gerra Piano 1972
- Studi televisi, Fernsehstudio TSI, 1976

## Belege
1. ↑  Christa Zeller: Schweizer Architekturführer ; Band 3: Westschweiz, Wallis, Tessin. Zürich: Werk Verlag 1996. S. 242. ISBN 3-909145-13-2
2. ↑  Paolo Fumagalli: La «città nuova» di Augusto Jäggli. In: Archi – rivista svizzera di architettura, ingegneria e urbanistica (1999) Heft 5, S. 44, doi:10.5169/seals-131709